# Verein für Technik und Industrie Solingen
Der Verein für Technik und Industrie Solingen e. V. (Abkürzung VTI) ist ein deutscher Verein, der am 9. November 1897 in Solingen gegründet wurde. Er beschäftigt sich mit der Erforschung und Darstellung technischer und naturwissenschaftlicher Themen. Diese werden den Mitgliedern und anderen Interessierten durch öffentliche Vorträge und Exkursionen vermittelt.

## Geschichte
Die Gründung des Vereins fiel in eine Zeit begeisternder Entwicklungen in der Technik und deren wirtschaftlicher industrieller Nutzung. Die großen Weltausstellungen mit monumentalen Ausstellungsgebäuden waren überall bekannt. In Deutschland entstanden beispielsweise der Nord-Ostsee-Kanal (1895), die Müngstener Brücke (1897) oder die Wuppertaler Schwebebahn (1901). Aber auch viele Entdeckungen wurden gemacht, etwa die X-Strahlen (1895) durch Wilhelm Conrad Röntgen aus Remscheid. Darüber wurde unter Ingenieuren, Unternehmern, Handwerkern und in der breiten Öffentlichkeit viel diskutiert. Fortschrittlich orientierte Persönlichkeiten der Stadt Solingen gründeten deshalb den Verein.
Laut Satzung bezweckt der Verein, „das Verständnis für Technik und Industrie in weiteste Kreise zu tragen“ sowie „durch regelmäßige Zusammenkünfte, belehrende Vorträge, Diskussionen, gemeinsame Besichtigungen industrieller Anlage, bemerkenswerter Bauten und technischer Werke aller Art die Kenntnisse auf dem Gebiet der Technik und Industrie zu verbreiten und zu vertiefen“.
Bereits ein Jahr nach der Gründung hatte der Verein 115 Mitglieder. Durch Kriege und andere Notzeiten schwankten die Zahlen ständig, erreichten aber 1925 fast 1000 Personen und 1948 wieder etwa 800. Der Vorstand unterstützt Forschungen zur regionalen Technikgeschichte und förderte in den Gründungsjahren Veröffentlichungen dazu. 1921 bis 1939 erschien die Zeitschrift des Vereins für Technik und Industrie, deren Schriftleiter Franz Kurek war. Zu den Autoren gehörten unter anderen Albert Weyersberg und Franz Hendrichs.
Exkursionen führten zu allen namhaften großen und kleineren Industrieunternehmen in Deutschland: Stahlwerke, Maschinenbauer und Chemiefabriken, Werften (Papenburg), Museen (Friedrichshafen) oder die Transrapid-Teststrecke im Emsland. Auch das Deutsche Museum (München) und das Germanische Nationalmuseum (Nürnberg) gehörten dazu. Der Verein ist mit dem Deutschen Klingenmuseum eng verbunden, ebenso mit dem Bergischen Geschichtsverein. Besonders gefördert wurde der Erhalt des Balkhauser Kottens an der Wupper in Solingen, der ohne den Einsatz des VTI und des von diesem initiierten und mitgegründeten Kuratorium Balkhauser Kotten (gegr. 1961) nicht erhalten geblieben wäre.
Aktiv zeigt sich der Verein auch bei Unterstützung des Fördervereins LVR-Industriemuseum Solingen – Gesenkschmiede Hendrichs. Auf der Feier zum 90-jährigen Jubiläum des Vereins für Technik und Industrie Solingen am 9. November 1987 hielt der ehemalige Bundespräsident Walter Scheel, der selbst Mitglied des VTI und dessen erweiterten Vorstands war, die Festrede. Die Veröffentlichung dieses Vortrags ist ergänzt durch Dokumente und Fotos aus der Vereinsgeschichte.

## Vereinsvorsitzende
- 1897–1903: Hugo Schulder (1857–1937)
- 1903–1919: Max Peres (1852–1923)
- 1920–1948: Franz Hendrichs (1876–1956)
- 1948–1959: Artur Adey (1898–1959)
- 1960–1985: Georg Niebch (1913–2003)
- 1985–2002: Kurt Emmerich (1929–2012)
- 2002–2008: Heinrich Lorsbach (1939–2024)
- 2008–2022: Jürgen Stamm (* 1940)

### Ehrenvorsitzender
- 1952:-00000Franz Kurek (1881–1977)